# Stephen Oppenheimer
Stephen Oppenheimer (* 1947) ist ein britischer Arzt, Mitglied des Green College in Oxford und Honorarprofessor der Liverpool School of Tropical Medicine. In jüngerer Zeit publizierte er eine Reihe von Büchern über die menschliche Frühgeschichte.
Ab 1972 arbeitete Oppenheimer als klinischer Kinderarzt in Malaysia, Nepal und Papua-Neuguinea. Seit 1979 wechselte er in den Bereich der Forschung und Lehre an Institutionen wie der Liverpool School of Tropical Medicine, der Oxford University, einem Forschungszentrum in Kilifi, Kenia und der University Sains Malaysia. Von 1990 bis 1994 saß er dem Department of Paediatrics der Universität von Hongkong vor. 
1996 kehrte er nach England zurück und begann eine zweite Laufbahn als Forscher und Autor populärwissenschaftlicher Schriften zur menschlichen Frühgeschichte. In seinen Büchern nimmt er eine Synthese von menschlicher Genetik, Archäologie, Anthropologie, Linguistik und Folklore vor.

## Bücher
- The Origins of the British - A Genetic Detective Story. 2006, Constable and Robinson. ISBN 1-84529-158-1.
- Out of Eden. 2004, Constable and Robinson ISBN 1-84119-894-3.
- Eden in the East. 1999, Phoenix (Orion) ISBN 0-7538-0679-7